# Aeroportul Ust-Ilimsk
Aeroportul Ust-Ilimsk (IATA: UIK, ICAO: UIBS) este un aeroport din Regiunea Irkutsk, Rusia.
Situat la o altitudine de 408 m, aeroportul dispune de o singură pistă.